# 호소이 오사무
호소이 오사무(일본어: 細井治, 1964년 9월 22일 ~ )는 일본의 성우이다.

## 출연 작품

### TV 애니메이션
2004년
- 이니셜 D 포스 스테이지(미츠히로)
- 엘펜리트(쿠라마)